# Ghirardelli Square
Ghirardelli Square è una piazza di San Francisco nota per i suoi numerosi negozi e ristoranti oltre ad un albergo a 5 stelle. Dal 1982 rientra nel National Register of Historic Places come Pioneer Woolen Mills and D. Ghirardelli Company.

## Storia
Nel 1893 l'italiano Domenico Ghirardelli acquistò l'isolato per farne sede della Ghirardelli Chocolate Company, che però nei primi anni 60 si trasferì a San Leandro. Così nel 1962 fu acquistato da William M. Roth evitando che divenisse un edificio residenziale. Sotto l'architetto Lawrence Halprin e lo studio Wurster, Bernardi & Emmons fu progettata la piazza commerciale, che aprì nel 1964. Nel 1965 Benjamin Thompson rinnovò anche la torre dell'orologio, nel 1982 per preservarne il valore entrò nel registro di monumenti storici e al 2008 nell'edificio della torre è stato aperto l'albergo, dotato di 53 camere su 4 piani.